# مارکو ناواس
مارکو ناواس (انگلیسی: Marco Navas؛ زادهٔ ۲۱ سپتامبر ۱۹۸۲) بازیکن فوتبال اهل اسپانیا است.
از باشگاه‌هایی که در آن بازی کرده‌است می‌توان به باشگاه فوتبال رکریتیوو اوئلوا، باشگاه فوتبال اوئسکا، باشگاه فوتبال آلباسته بالومپیه، باشگاه فوتبال بری، باشگاه فوتبال الچه، باشگاه فوتبال سویا، باشگاه فوتبال لگانس، و باشگاه فوتبال خرز اشاره کرد.